# M8-as autópálya (Magyarország)
Az M8-as autópálya jelenleg egy tervezett, irányonként két forgalmi sávos (+ egy leállósávos) autópálya, amelynek egyes szakaszai tervezési és építés-előkészítési fázis alatt állnak, míg kisebb részben a már üzemelő 8-as főút megépült irányonként két sávos szakaszait is magába foglaló autóút lesz. Az M8-as gyorsforgalmi út Szolnoknál az építés alatt lévő M4-es autóutat fogja a főváros elkerülésével összekötni Szentgotthárdnál az építés alatt álló S7-es osztrák autópályával.
Fő célja új kelet–nyugati irányú közúti közlekedési tengely létrehozása az ország középső részén, tehermentesítve a túlterhelt Bécs–Budapest–Szolnok útvonalat.
2025 nyarán bejelentették, hogy a környezetvédelmi engedélyek már rendelkezésre állnak, a nyomvonalak meghatározásra kerültek. A tervek szerint az M8-as Kecskeméttől Sárbogárdig tart majd, majd onnan Komáromig, az  M1-es autópálya csatlakozásáig M200 néven folytatódik. A tervek szerint az M8-as teljes szakasza 2031-re készül el.

## Története
2008-ig útvonala csak iránymutatásként lett kijelölve, végleges nyomvonala még egyeztetés tárgyát képezi. Rövid szakaszai készültek el, így az M6-os autópálya dunaújvárosi M8 csomópontjához csatlakozó Dunaújváros és Dunavecse közötti (a M6-os autópálya és az 51-es főút között), mely magában foglalja a Pentele hidat.
2015. október 2-án elkészült a 8-as főút fejlesztéseként a Márkó – Herend 63+778,31 – 69+055 km szelvények közötti útszakasz irányonként két sávossá való kiépítése, amely távlatban az M8-as út része.
A 2019 elején életbe lépett új Országos Területrendezési terv jelentősen megváltoztatta az autópálya terveit. Ezek szerint csak az M7 és az M4 autópályák között épülne meg M8 néven az országot kelet-nyugati irányban átszelő új gyorsforgalmi út. Az M7 és Vasvár között az R8-as gyorsút, Körmend és az országhatár között M80-as autóút fog megépülni a legújabb tervek szerint.

## Tervezett szakaszok

### M4 – M8 csomópont
2014. év elején közbeszerzési eljárás alatt volt az M8-M4 elválási csomópont kialakítása. Az M8 - M4 autópálya elválási csomópont 91+000 - 96+055 km szelvények közötti szakasza folytatását képezte volna az M4 autópálya építés alatt álló ütemének, valamint az M8 autópálya 0+000 - 4+000 km szelvények közötti szakasza a Kecskemét (M5) - Szolnok (Abony-elkerülő) közötti szakasznak, amely irányonként két forgalmi sáv+leállósávos autópályaként épült volna ki. A közbeszerzési eljárást 2014. február 26-án megszüntették, így az út építése egyelőre nem valósul meg.
2017-ben bejelentették, hogy az autópálya Kecskemét-Szolnok szakaszával együtt a csomópont is tervezés alatt van. A csomópont építése egyre valószínűbb, mivel az M4-es épül Üllőtől Abonyig, illetve a Szolnokot északról elkerülő Abony-Törökszentmiklós szakasz építésének újrakezdése is megtörténhet hamarosan. Továbbá az M8-as M7-M4 közötti szakasza előkészítés alatt áll, építése akár már 2022-ben megkezdődhet.

### M7 autópálya – Kecskemét szakasz
2017. októberében bejelentették, hogy előkészítik a 710-es főút M7-es autópálya kereszteződésétől Kecskemétig tartó szakaszt. Még nem tisztázódott, hogy autóút vagy autópálya műszaki tartalommal fog-e bírni a majdani gyorsforgalmi út. Az előkészítési fázist jelen pillanatban 2022-ben fejeznék be és 2023-ban kezdődne a nagyberuházás. Ez a szakasz 110–120 km hosszú lenne Homolya Róbert államtitkár nyilatkozata alapján.
Ha elkészülne ez a hosszabb szakasz három sugárirányú autópályát kötne össze haránt irányban átszelve a Dunántúl keleti részét és a Duna-Tisza-közét.
2019. júniusában nyilvános lett, hogy a Dunaújváros és az M7-es autópálya közötti 50 km-es, irányonként két sávos szakaszát négy cég, az Unitef-83 Műszaki Tervező és Fejlesztő Zrt., a Főmterv Mérnöki Tervező Zrt., az Utiber Kft. és a Tura-Terv Kft. tervezheti meg közel 7,8 milliárd forintért.
2021. januárjában bejelentették, hogy elkészült az M7-es autópálya és Dunaújváros közötti szakasz tanulmányterve. A tervek szerint a szakaszon 38 műtárgy, egy egyszerű és egy komplex pihenőhely, valamint mérnökségi telep épül. Engedélyes tervek előreláthatólag 2022. januárra lesznek, márciusra pedig a jogerős építési engedélyek is rendelkezésre állhatnak, majd pedig ezt követően 6-8 hónap alatt a kiviteli tervek is elkészíthetők, így 2023-ban kezdődhet a kivitelezés.
2022 szeptemberében már a nyomvonallal közzétett környezetvédelmi engedély is közzé volt téve a megvalósításra.

## Átadott szakaszok
| Kezdőpont                   | Végpont                    | Hossz (km) | Átadás             | Megjegyzés                                                                                      |
| --------------------------- | -------------------------- | ---------- | ------------------ | ----------------------------------------------------------------------------------------------- |
| M6                          | 6-os sz. főút              | 5          | 2006. június 11.   |                                                                                                 |
| Dunaújváros (6-os sz. főút) | Dunavecse (51-es sz. főút) | 5,2        | 2007. július 23.   | Pentele híd A (6-os főút és 51-es főút)                                                         |
| Balatonfűzfő                | Balatonakarattya           | 17,3       | 2008. május 16.    | Ideiglenesen: 710-es főút                                                                       |
| Balatonakarattya            | Balatonfőkajár, M7         | 2,2        | 2019. november 29. | Ideiglenesen: 710-es főút; Az M7-es autópályával csak a Budapest irányú kapcsolatok épültek ki. |
| Vasszentmihály              | Rábafüzes                  | 9,5        | 2021. június 3.    | Körmendtől Rábafüzesig az útszakaszt M80-as autóútnak nevezik                                   |
| Körmend                     | Vasszentmihály             | 19,4       | 2021. október 21.  | A Körmend-Rábafüzes szakasz hossza ezzel 27,2 km                                                |

## Díjmentes szakaszok
A Dunaújvárosi híd használata 3,5 t-nál könnyebb gépjárművek részére díjmentes.

## Külső hivatkozások
- Nemzeti Infrastruktúra Fejlesztő Zrt.